# Plaza de Mosén Jacinto Verdaguer
La plaza de Mosén Jacinto Verdaguer (en catalán: plaça de Mossèn Jacint Verdaguer) se encuentra en el distrito del Ensanche, en Barcelona (España). Está situada en la intersección entre la avenida Diagonal, el paseo de San Juan y la calle de Mallorca. Está dedicada a Jacinto Verdaguer (Folgarolas, 1845 - Vallvidrera, 1902), un sacerdote y poeta, autor del poema La Atlántida.

## Historia y descripción
Mosén Cinto Verdaguer —como era llamado habitualmente— fue uno de los principales escritores en lengua catalana y renovador de las letras catalanas tras una larga etapa de decadencia, en el período llamado Renaixença («renacimiento»). Al morir el insigne escritor en 1902 se le dedicó una plaza en Sarriá, entonces un municipio independiente que en 1921 fue agregado a Barcelona. Sin embargo, en 1929 el Ayuntamiento de Barcelona cambió el nombre de la plaza sarriense por Carlos de Llar —actualmente plaza de Vallvidrera—, y dio el nombre del poeta al cruce entre la Diagonal y el paseo de San Juan. El nombre de la plaza fue aprobado el 30 de julio de 1929.
El poeta tiene dedicado también en Barcelona los jardines de Mossèn Cinto Verdaguer, en Montjuïc.
En su subsuelo se encuentra la Estación de Verdaguer de las líneas 4 y 5 del metro de Barcelona.

## Monumento a Mosén Jacint Verdaguer
En la plaza se encuentra el monumento a Mosén Jacint Verdaguer (también conocido como El cuervo o La palmatoria), que está considerado como Bien Cultural de Interés Local (BCIL) en el Inventario del Patrimonio Cultural catalán con el código 08019/1467. Realizado entre 1914 y 1924, fue obra del escultor Joan Borrell i Nicolau, en conjunción con el arquitecto Josep Maria Pericas. Borrell se encargó de la figura del poeta y las de la balaustrada, y contó con la ayuda de los hermanos Miquel y Llucià Oslé para los relieves de la base.
En la plaza hay también una placa con un fragmento del poema L'emigrant de Verdaguer:

Dolça Catalunya, / pàtria del meu cor, / quan de tu s'allunya, / d'enyorança es mor.
Dulce Cataluña, / patria de mi corazón, / cuando de ti se aleja, / de añoranza se muere.